# Ананьино (Кирилловский район)
Ананьино — деревня в Кирилловском районе Вологодской области.
Входит в состав Алёшинского сельского поселения, с точки зрения административно-территориального деления — в Алёшинский сельсовет.
Расстояние до районного центра Кириллова по автодороге — 16 км, до центра муниципального образования Шиндалово по прямой — 5 км. Ближайшие населённые пункты — Алёшино, Шиляково, Соколье, Макаровская.
По переписи 2002 года население — 5 человек.